# Expedition Everest
Expedition Everest - Legend of the Forbidden Mountain är en berg- och dalbana i nöjesparken Disney's Animal Kingdom vid Walt Disney World Resort utanför Orlando, Florida, USA. Temat för åkattraktionen är en expedition till Mount Everest i Himalaya och ett möte med Yeti.

## Åkturen
Köfållan ringlar sig genom en liten asiatisk by, ett kloster och ett museum tillägnat den lokala legenden om Yeti. På vägen finns även ett altare med frukt, tillägnat Yeti-anden. Här är det vanligt att besökarna offrar ett par mynt. Därefter kommer besökarna fram till stationen där de sätter sig i ett tåg. Under tiden spelas det ett utrop i högtalarsystemet som berättar att tåget kommer att ta besökarna på en resa till Mount Everest, men först måste de passera genom det förbjudna berget, the Forbidden Mountain, där legenden säger att Yeti har sitt hem.
Tåget lämnar stationen och klättrar upp för en liten backe, för att sedan köra nerför en mindre backe. Därefter kör tåget i några cirklar och fram till en större uppförsbacke som tar passagerarna upp till bergstopparna. På vägen upp passerar tåget ett plundrat tempel med målningar av Yeti som varnar passagerarna att området är hans territorium.
Tåget når toppen av berget och svänger runt den största bergstoppen, sedan genom en grotta. Precis när tåget ska lämna grottan saktar tåget in och stannar helt framför rälsen som här har blivit riven i bitar. Under detta korta stop växlas rälsen om inuti grottan bakom tåget. Tåget börjar därefter rulla baklänges ner i grottan för att ta en ny rutt genom en mörk tunnel som fortsätter neråt i en spiral.
Tåget stannar igen i en stor grotta inuti berget, där passagerarna ser skuggan av Yeti som sliter sönder mer räls. Under tiden som tåget står still, aktiveras en annan växel. När skuggan försvinner fortsätter tåget framåt, ut genom berget och ner för 24 meter hög backe. Tåget gör en graderas sväng och fortsätter tillbaka upp och in i en annan grotta i berget, där man hör Yetins vrål ännu en gång. Tåget fortsätter ut på baksidan av berget och kör in i en stor spiral, innan tåget dras upp och in i berget en sista gång. Tåget faller ner genom en grotta, där möter passagerarna en sista gång en silhuett av Yeti som fortsätter riva sönder rälsen. Tåget fortsätter nedför en sista backe för att sedan återvända till stationen där passagerarna går av och de har möjlighet att fortsätta in genom en presentaffär.